# بلمس د لا مرالدا
بِلمِس دِ لا مُرالِدا (به اسپانیایی: Bélmez de la Moraleda) یا «بِلمِس» (Bélmez) یکی از دهستان‌های استان خائن اندلس در کشور اسپانیا است. این شهر با مساحت ۴۹ کیلومتر مربع، ۱۷۵۲ تن جمعیت دارد.

## چهره‌های بِلمِس
در سال ۱۹۷۱ بر کف آشپزخانه و راهروهای یک خانه در مرکز این شهر تصاویری ظاهر شدند. این تصاویر که چهره‌ها و اشکالی کامل از انسان دارند به چهره‌های بلمس  (Caras de Bélmez) معروف شده‌اند. در پی انتشار این خبر چندین پژوهش به صورت جدی بر روی این چهره‌ها انجام شد اما هیچکدام از این پژوهش‌ها نتوانستند توضیحی برای چگونگی پیدایش ناگهانی این چهره‌ها ارائه دهند.